# Paul Schaller

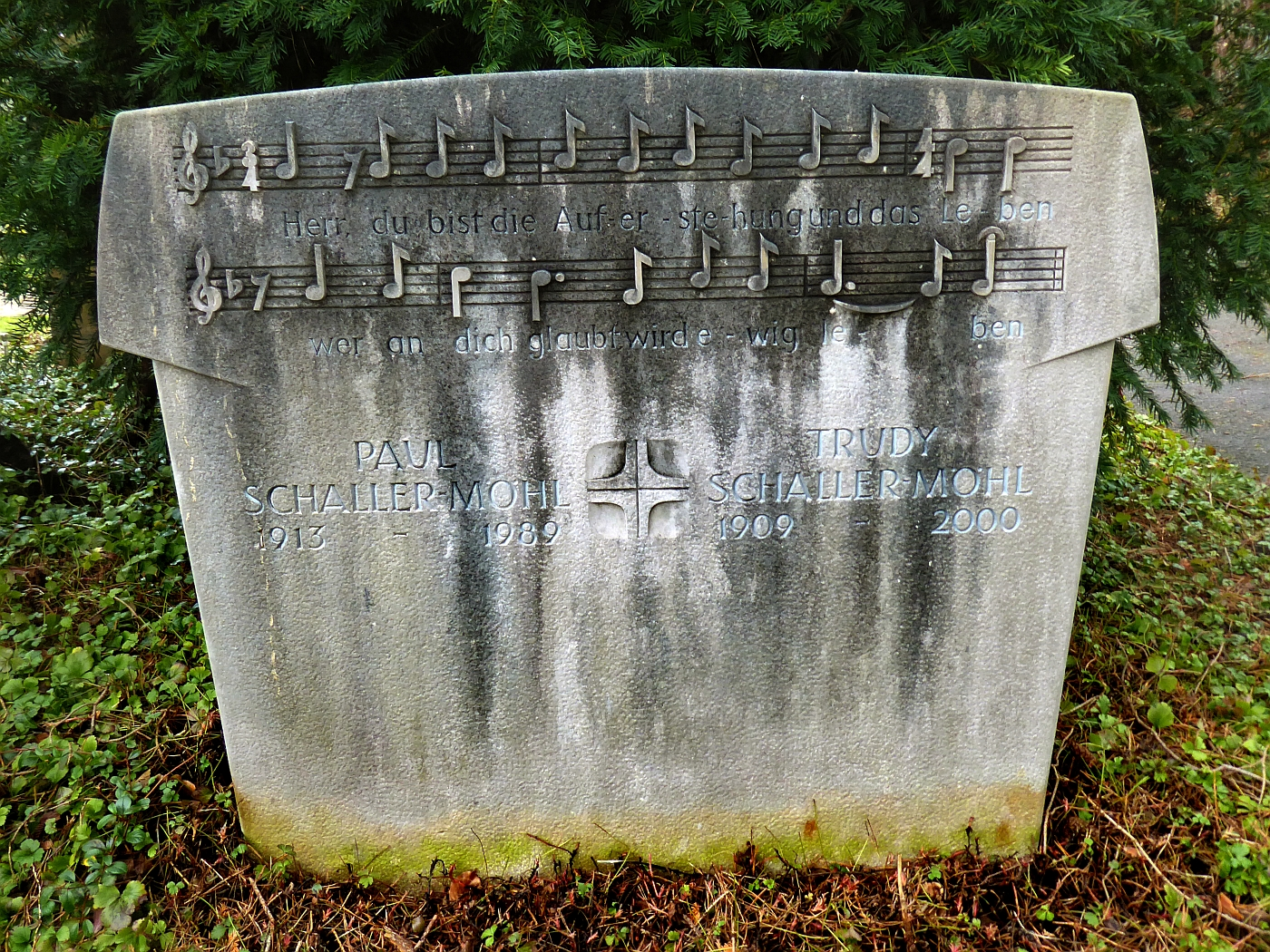
Grab auf dem Friedhof am Hörnli, Riehen, Basel-Stadt

Paul Schaller (* 4. Januar 1913 in Ueberstorf; † 26. September 1989 in Basel) war ein Schweizer Kirchenmusiker, Chorleiter und Komponist.

## Leben
Schaller wuchs in Ueberstorf im Kanton Freiburg als Sohn des dortigen Lehrers und Organisten auf und kam dadurch früh in Berührung mit Kirchenmusik. Er besuchte das Gymnasium an der Stiftsschule Einsiedeln und siedelte anschliessend nach München über, um an der dortigen Akademie für Tonkunst (heute Hochschule für Musik und Theater München) Orgel, Musiktheorie, Komposition (bei Joseph Haas), Gesang und Chorleitung zu studieren; ein Schwerpunkt bildete auch hier das Kirchenmusikstudium bei Ludwig Berberich.
Im Frühjahr 1938 schloss Schaller das Studium ab und trat direkt danach im Mai eine Stelle an der Marienkirche in Basel an. Dort wirkte er als Kantor, Organist und Chorleiter während mehrerer Jahrzehnte; mit dem dortigen Gesangchor und einem Orchester aus Berufsmusikern realisierte Schaller stilistisch vielfältige Umrahmungen von der Gregorianik bis zu zeitgenössischen Motetten sowie an hohen Feiertagen Aufführungen von grossen Orchestermessen von Joseph Haydn, Ludwig van Beethoven und Franz Schubert. Am Ostersonntag 1983 trat er nach knapp 45 Jahren im Amt zurück.
Von 1948 bis 1958 präsidierte er den Verband Chorleitung Nordwestschweiz, danach ebenso lange die Sektion beider Basel des Schweizerischen Musikpädagogischen Verbandes. Zudem war er Dozent für Chor, Stimmbildung und Gesang an der Musikakademie Basel, Leiter des Konservatorium-Chors, Lehrer an der von ihm mitgegründeten Akademie für Schul- und Kirchenmusik (heute Hochschule Luzern) sowie 1960 Gründer und Leiter des Basler Vokalensembles, das er bis September 1989 leitete. Regelmässig amtete Schaller als Juryexperte bei Abschlussprüfungen an Konservatorien sowie an kantonalen und eidgenössischen Gesangsfesten.
Sein umfangreiches kompositorisches Schaffen umfasst vorwiegend vokale (geistliche und weltliche) sowie einzelne instrumentale Werke. Der Nachlass befindet sich im Archiv des Gesangchores der Marienkirche in Basel, ist jedoch unvollständig; während liturgische Gebrauchswerke und Bearbeitungen als Manuskripte erhalten sind, sind einige Kompositionen mit Opuszahlen verschollen oder nur in Verlagseditionen überliefert.
Schaller war mit Trudy Schaller (geb. Mohl) verheiratet; die Ehe blieb kinderlos. Das gemeinsame Grab der beiden befindet sich auf dem Friedhof am Hörnli in Riehen in der Nähe von Basel.

## Werke
(Quelle: )

### Opus-Verzeichnis (unvollständig)
- op. 1 – Silhouetten (Klavier) – Manuskript (im Nachlass nicht enthalten)
- op. 2 – Acht Morgenstern-Lieder (Sopran und Klavier) – Manuskript
- op. 3 – Bruder Klaus (Kantate für gemischten Chor und Orgel oder Klavier) – Verlag Hug
- op. 5 – Motetten (für gemischten Chor a cappella) – Verlag Anton Böhm
  - 1. Justorum animae, 2. Ave Maria, 3. Jubilate Deo omnis terra
- op. 7 – Konzert (für zwei Klaviere) – Manuskript
- op. 8 – Motetten (für Männerchor a cappella) – Verlag Ochsner
  - 1. Homo quidam, 2. Ave verum, 3. O sacrum convivium, 4. Ego sum panis vivus
- op. 10 – Mutter der viel schönen Minne (4 Mariengesänge für gemischten Chor a cappella) – Verlag Paulus
- op. 13 – Das gesungene Leben (Kantate für gemischten Chor, Streicher, Orgel oder Klavier) – Manuskript (im Nachlass nicht enthalten)
- op. 14 Nr. 2 – O salutaris hostia (für Frauenchor a cappella) – Eigenverlag
- op. 16a – Emitte Spiritum tuum (Pfingstmotette für Männerchor a cappella) – Verlag Paulus
- op. 17a – Tu es Petrus (Hymne für gemischten Chor, Orchester und Orgel) – Manuskript
- op. 18a – Christ-König (für gemischten Chor und Orgel) – Edition Cron
- op. 18b – Marianischer Psalm (für Sopran-Solo, gemischten Chor, Orchester und Orgel)
- op. 20 – Zwei Motetten (für Männerchor a cappella) – Edition Cron
  - 1. Hostias et preces, 2. Intonuit de caelo

### Übriges Werkverzeichnis

#### Geistliche Chormusik a cappella

##### Gemischter Chor
- Seele Christi, heilige mich (für gemischten Chor und Kantor) – Manuskript
- Stabat Mater (achtstimmiger Chorsatz nach Heinrich Lemacher) – Manuskript
- Et incarnatus (für gemischten Chor) – Manuskript
- Psalm 91: Bonum et confiteri Domino (für gemischten Chor) – Manuskript
- Psalm 12: Cantabo Domino (für gemischten Chor) – Manuskript
- Christus vincit (für gemischten Chor) – Manuskript
- Totentanz (für gemischten Chor) – Manuskript
- Still, o Himmel (für gemischten Chor) – Manuskript
- Tantum ergo (für gemischten Chor) – Manuskript
- Psalm 44: Mein Herz wallt auf (für gemischten Chor) – Manuskript
- O salutaris hostia (für gemischten Chor) – Manuskript

##### Frauenchor
- Pie pellicane (für Frauenchor) – Manuskript; unvollständig erhalten
- Veni sponsa Christi (für Frauenchor) – Manuskript
- Tantum ergo (für Frauenchor) – Manuskript

##### Männerchor
- Chorvers zum Psalm De profundis (für Männerchor) – Manuskript

#### Weltliche Chormusik a cappella

##### Gemischter Chor
- An die Musik (für gemischten Chor) – Manuskript
- Gefunden (für gemischten Chor) – Verlag Hug
- Firnelicht (für gemischten Chor) – Verlag Hug
- Wille (für gemischten Chor) – Verlag Hug

##### Männerchor
- Abschiedszeichen (für Männerchor) – Eigenverlag
- Loblied auf Basel "O Basel, du holtselig Statt" (für Männerchor) – Eigenverlag
- Bergland (für Männerchor) – Verlag Hug
- Bundeslied (für Männerchor) – Verlag Hug
- Tag der Welt (für Männerchor) – Verlag Hug

#### Geistliche Chorwerke mit Begleitung
- Marias Wanderschaft (Bearbeitung für gemischten Chor, Flöte und Orgel) – Fragment
- Lobgesang auf die heiligste Dreifaltigkeit (Motette für gemischten Chor, Kantor, Schola und Orgel) – Manuskript
- Introibo ad altare Dei (vierstimmiger gemischter Chor, Soli und Orchester) – Manuskript
- Christ ist erstanden (für gemischten Chor, Streichorchester, Trompete und Orgel nach Hans Leo Haßler) – Manuskript
- Introitus zu Ostern: Resurrexit (gemischter Chor, Soloquartett, Streichorchester und Orgel) – Manuskript
- Erstanden ist der heilig Christ (Liedkantate zum Osterfest für Streicher und Chor, nach Sätzen von Johann Sebastian Bach und Michael Praetorius) – Manuskript
- Hirtenmesse (gemischter Chor, Orgel und Oboe) – Manuskript
- Kleine Krippenmusik (für Frauenchor, Violine und Orgel) – Manuskript
- Mit Gott so wölln wir singen (für Tenor-Solo, Violine, Klavier und vierstimmiger Männerchor) – Manuskript
- Osterlied (gemischter Chor, Orchester und Orgel) – Manuskript
- Du bist die Auferstehung und das Leben (gemischter Chor, Kantor und Orgel) – Manuskript

#### Psalmodien
- Magnificat im achten Ton (gemischter Chor) – Manuskript
- Christkönigsfest (einstimmiger Chor gregorianisch und Orgel) – Manuskript
- Tractus der Fastenzeit (gemischter Chor) – Manuskript
- Psalm 121: Wir pilgern zu des Herren Haus (einstimmig a cappella) – Manuskript
- Kostet die Speise des Lebens (gemischter Chor) – Manuskript
- Ad te levavi (gemischter Chor) – Manuskript
- Freuet euch im Herrn (gemischter Chor) – Manuskript
- Complet (Gemeinde, Vorsänger und Orgel) – Eigenverlag
- Psalm 47: Gross ist der Herr (gemischter Chor) – Manuskript
- Fronleichnam (Liedkantate für gemischten Chor a cappella) – Manuskript
- Der Herr ist mein Hirte (Motette für gemischten Chor a cappella) – Manuskript
- Libera me (gemischter Chor) – Manuskript
- Psalm zur Trauung (einstimmig, Kantor und Orgel) – Manuskript
- Vesper an Festen der Gottesmutter Maria (Begleitsatz) – Manuskript
- Vesper am Fest eines Märtyrers (Begleitsatz) – Manuskript

#### Weltliche Chorwerke mit Begleitung
- Sizilianische Volksweise (Bearbeitung für gemischten Chor, Streicher und Orgel) – Manuskript

#### Liedsätze
- Vom Himmel hoch (gemischter Chor, Orchester und Orgel) – Manuskript
- Lobe den Herren (gemischter Chor und Orgel oder Orchester) – Eigenverlag
- Stille Nacht (Orchestersatz) – Manuskript
- O du fröhliche (Gemeinde, gemischter Chor und Orgel) – Manuskript
- Grosser Gott (gemischter Chor, Orchester und Orgel) – Manuskript

#### Orchesterwerke
- Variationen über O Heiland, reiss die Himmel auf (für Sinfonieorchester) – Manuskript
- Orchestervariationen über Christ ist erstanden (für Sinfonieorchester) – Manuskript
- Interludium (für Streicher) – Manuskript

#### Orgelwerke
- Vier kleine Orgelinterludien zum Sonnengesang von Josef Konrad Scheuber (für Orgel) – Manuskript
- Orgelintonationen zum Proprium de trinitate von Oswald Jaeggi (für Orgel) – Manuskript

#### Chor-Bearbeitungen
- Franz Schubert: Abschied (Männerchor a cappella) – Verlag Hug
- Giovanni Matteo Asola: Deo patri sit gloria (gemischter Chor und Kantor a cappella) – Manuskript
- Giovanni Battista Martini: Tristis est anima mea (Männerchor a cappella) – Symphonia-Verlag
- Tomás Luis de Victoria: Miserere mei (Männerchor a cappella) – Symphonia-Verlag
- Francesco Gasparini: Adoramus te (gemischter Chor a cappella) – Symphonia-Verlag
- Franz Schubert: In monte oliveti (gemischter Chor a cappella) – Symphonia-Verlag
- Giovanni da Palestrina: O crux ave (gemischter Chor a cappella) – Symphonia-Verlag
- Tomás Luis de Victoria: Popule meus (gemischter Chor a cappella) – Symphonia-Verlag
- Giovanni Croce: O vos omnes (gemischter Chor a cappella) – Symphonia-Verlag
- Giovanni Battista Martini: In monte oliveti (Männerchor a cappella) – Symphonia-Verlag

## Diskografie
- 1953: Christ-König
- 1955: Hostias et preces
- 1957: Intonuit de caelo
- 1982: Chor- und Orgelmusik aus dem Dom zu Arlesheim
- 1993: Homo quidam und Ave verum (Partitur)

## Auszeichnungen
- 1973: Orlando-di-Lasso-Medaille des Allgemeiner Cäcilienverband der Länder deutscher Sprache
- 1978: Orden des heiligen Gregor des Grossen (verliehen durch Papst Paul VI.)